# Ariel Goldmann
Pour les articles homonymes, voir Goldmann.
Ariel Goldmann, né en 1963 à Bordeaux, est un avocat français. Il est actuellement président du Fonds social juif unifié, président de la Fondation du judaïsme français et ancien vice-président du Conseil représentatif des institutions juives de France.

## Biographie
Ariel Goldmann, naît en 1963 à Bordeaux. Il est le fils d'Alain Goldmann, rabbin de Bordeaux, qui sera par la suite grand-rabbin de Paris de 1981 à 1994. Sa mère Danielle est la fille du rabbin Henri Schilli, grand-rabbin de France (1952-1955) par intérim conjointement avec le grand-rabbin Jacob Kaplan.
Il est marié depuis 1992 à France Kamoun, ensemble ils sont parents de trois garçons : Simon, Léo et Mathias et grands-parents de deux petites filles, Gioia et Sienna.
Pendant ses études de droit à Paris, Ariel Goldmann devient responsable de l’Union des étudiants juifs de France (UEJF) de la fac de Tolbiac puis de la section de Paris.
Ariel Goldmann est diplômé de l’université Panthéon-Sorbonne et titulaire d’un DEA en droit international économique. Il a été chargé de cours en droit des affaires à l’université Panthéon-Sorbonne, assistant parlementaire au Sénat et a travaillé dans une Banque privée.
Avocat au Barreau de Paris depuis 1989, il est d'abord associé au cabinet Cayol-Cahen & Associés, avant de créer en association, en 2001, BGM Avocats, un cabinet spécialisé en contentieux commercial et pénal financier. Il a plaidé dans de nombreux dossiers de droit pénal de la santé et financier (affaire du sang contaminé, Angolagate, etc.) a notamment été avocat de parties civiles dans le dossier Merah et assiste l'une des principales victimes dans l'affaire de l'attentat de la rue des Rosiers (1982).
Il siège aux conseils d'administration de plusieurs associations caritatives. Ariel Goldmann est aussi ancien vice-président du Rassemblement des avocats juifs de France.

## Engagements associatifs
Ariel Goldmann est élu, en 1994, au comité directeur du Fonds Social Juif Unifié (FSJU) et au bureau exécutif en 1997. Le Fonds Social Juif Unifié (FSJU) est une association créée en 1951 pour favoriser la reconstruction de la communauté juive de France après la Shoah. Le concept est inspiré des fédérations américaines. En 2019, le FSJU fédère, 322 associations dans les champs du social, de la culture, des écoles, de la jeunesse et de la vie associative. Il soutient, par ses services et subventions, 387 programmes associatifs. Ariel Goldmann est nommé vice-président du FSJU en 2003 par David de Rothschild et confirmé par Pierre Besnainou. Il est, à cette époque, président de l'Appel national de la Tsedaka.
Il a été vice-président du Conseil représentatif des institutions juives de France (connu également sous l'acronyme CRIF) de 2007 à 2014, porte parole du Service de protection de la communauté juive. Le CRIF fédère, au sein d'une seule organisation représentative, différentes tendances politiques, sociales ou religieuses présentes dans la communauté juive de France.
Ariel Goldmann est élu, le 6 avril 2014, président du Fonds social juif unifié (FSJU), succédant à Pierre Besnainou. Ariel Goldmann a été réélu à l'unanimité le 31 mars 2019 par le comité directeur du FSJU pour un second mandat de 4 ans. 
Ariel Goldmann est président de Fondation du judaïsme français (FJF) depuis le 29 avril 2014. Reconnue d'utilité publique par décret du 13 décembre 1978, la Fondation du judaïsme français apporte son soutien moral et son aide matérielle à des initiatives associatives, individuelles et institutionnelles. Elle favorise la réflexion sur l'impact des évolutions culturelles et scientifiques sur la société et le développement de la vie juive. Elle encourage l'innovation sociale et la création contemporaine. En 2020, la FJF abrite 84 fondations. Elle compte parmi les premières fondations de France.

## Groupe média
Ariel Goldmann est actuellement président d'un groupe média comportant une radio (RCJ), un magazine (l'Arche), un campus numérique (Akadem), et une revue interne (Communauté nouvelle).
- RCJ, Radio de la communauté juive, est un média du Fonds Social Juif Unifié diffusant ses programmes à Paris sur 94.8 MHz. Radio généraliste, elle accueille les chroniques de grandes voix des mondes de la culture, de la philosophie et du journalisme. Tous les courants du judaïsme sont représentés.
- Depuis 1957, l'Arche est devenue une revue de référence. Voix juive au cœur de la Cité, singulière et plurielle; ouvert sur le monde, l'Arche propose une grande diversité de sujets: société, politique, sciences, high tech, culture. Il accueille dans ses pages les grandes plumes françaises et interrogent intellectuels, scientifiques, écrivains... qui font l'actualité. Il paraît tous les deux mois. www.larchemag.org
- Akadem, le campus numérique juif, est un site web consacré au judaïsme et à la culture juive. Il est classé comme « bibliothèque numérique » par la BNF, qui souligne sa vocation de pédagogie et de communication.
- Communauté nouvelle est la revue interne du Fonds social juif unifié.

## Décorations
- Officier de la Légion d'honneur (14 avril 2017)[1]. Chevalier du 31 janvier 2008[2].
- Commandeur de l'ordre national du Mérite (2023)[3]